# Theristria imperfecta
Theristria imperfecta är en insektsart som beskrevs av Christine Lynette Lambkin 1986. Theristria imperfecta ingår i släktet Theristria och familjen fångsländor. Inga underarter finns listade i Catalogue of Life.

## Bildgalleri

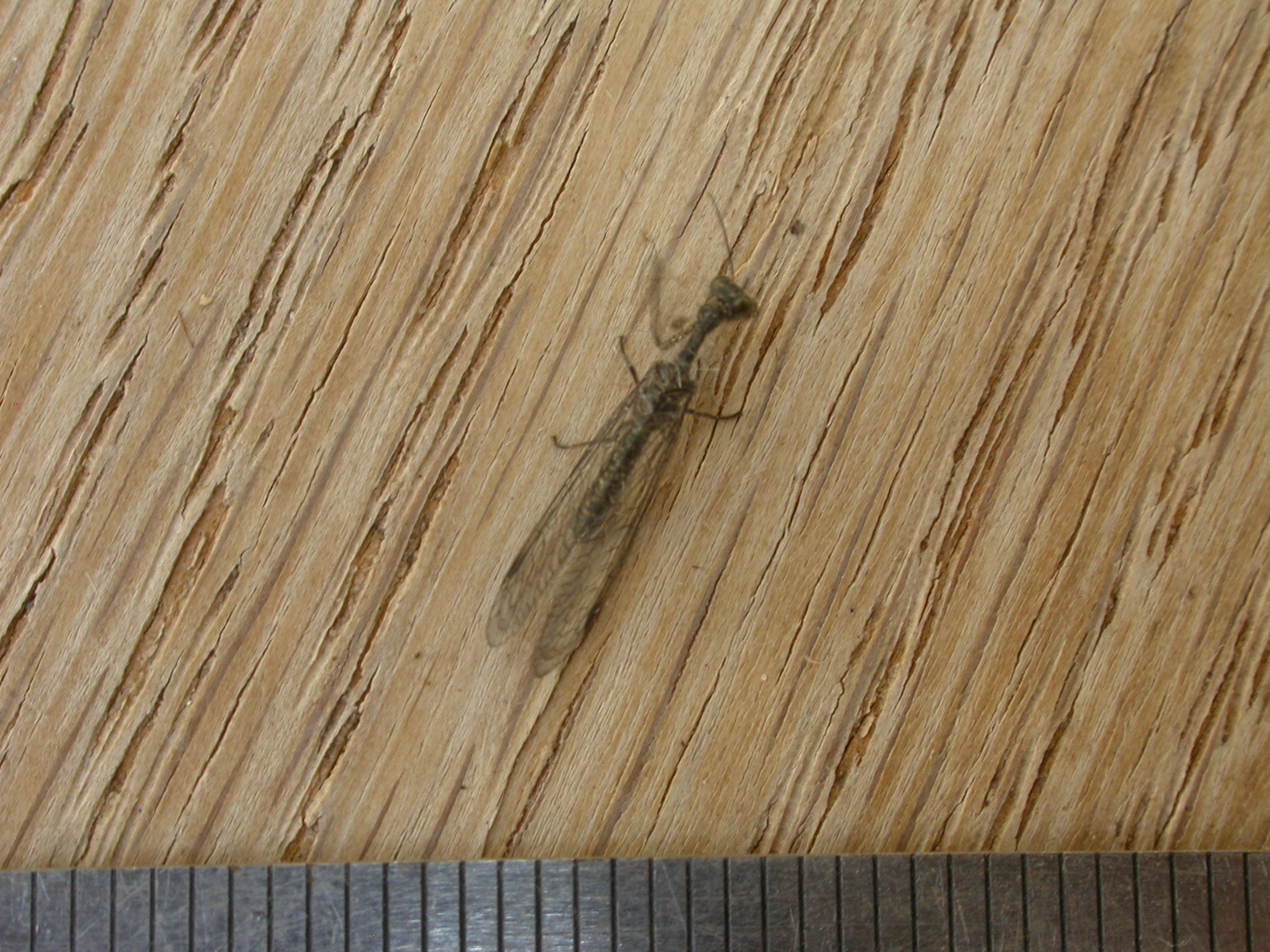
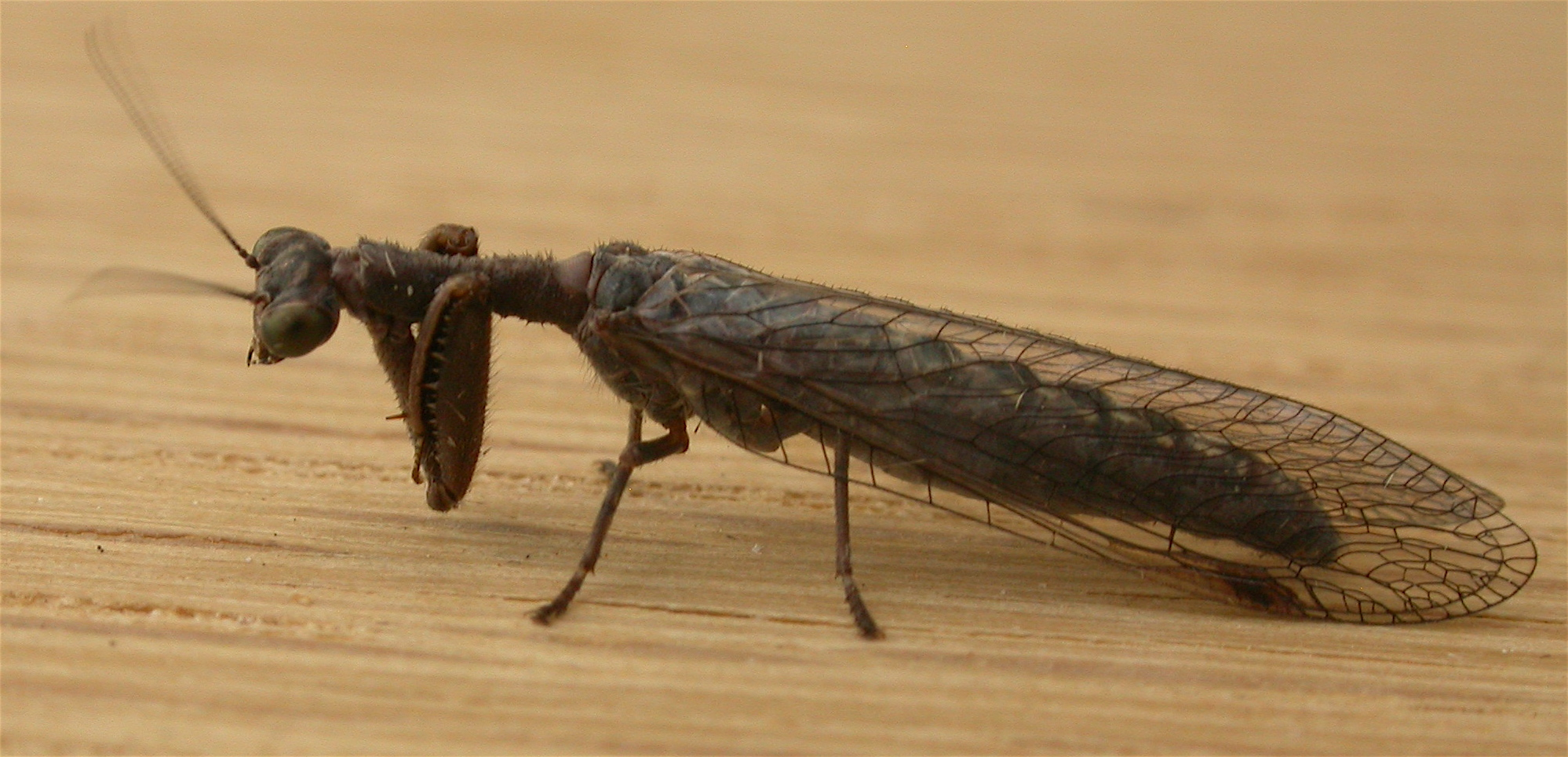